# زلیونایا پولیانا (شهرستان کلیوچفسکی، سرزمین آلتای)
زلیونایا پولیانا (به لاتین: Zelyonaya Polyana) یک منطقهٔ مسکونی در روسیه است که در سرزمین آلتای واقع شده‌است.